# Sigmund Neufeld
Sigmund Neufeld (Nova York, 3 de maig de 1896 - Los Angeles, 21 de març de 1979) va ser un productor de pel·lícules B estatunidenc. Va passar molts anys a l'estudi de Poverty Row Producers Releasing Corporation, on va produir principalment pel·lícules dirigides pel seu germà Sam Newfield. Quan Eagle-Lion Films es va fer càrrec de PRC el 1947, tots dos van abandonar l'empresa. Eagle-Lion tenia els objectius de fer pel·lícules més grans i ambicioses, un canvi d'estratègia que Sigmund va considerar un error financer. Durant els anys següents, ell i el seu germà van fer diverses pel·lícules per a Film Classics. Quan aquesta companyia també es va fusionar amb Eagle-Lion el 1950, tots dos es van traslladar a Lippert Pictures.

## Filmografia seleccionada
- Exposure (1932)
- Discarded Lovers (1932)
- Shop Angel (1932)
- The Red-Haired Alibi (1932)
- Daring Daughters (1933)
- Big Time or Bust (1933)
- Reform Girl (1933)
- The Important Witness (1933)
- Marrying Widows (1934)
- Beggar's Holiday (1934)
- Bulldog Courage (1935)
- Red Blood of Courage (1935)
- Northern Frontier (1935)
- Timber War (1935)
- His Fighting Blood (1935)
- Aces and Eights (1936)
- Ghost Patrol (1936)
- Border Caballero (1936)
- The Lion's Den (1936)
- Lightnin' Bill Carson (1936)
- The Traitor (1936)
- Crashing Through Danger (1938)
- Torture Ship (1939)
- The Invisible Killer (1939)
- Marked Men (1940)
- Riders of Black Mountain (1940)
- I Take This Oath (1940)
- Gun Code (1940)
- Frontier Crusader (1940)
- Outlaws of Boulder Pass (1942)
- The Mad Monster (1942)
- Dead Men Walk (1943)
- The Black Raven (1943)
- The Monster Maker (1944)
- Oath of Vengeance (1944)
- Apology for Murder (1945)
- Rustlers' Hideout (1945)
- Shadows of Death (1945)
- White Pongo (1945)
- His Brother's Ghost (1945)
- Gas House Kids (1946)
- Lady Chaser (1946)
- Outlaws of the Plains (1946)
- Three on a Ticket (1947)
- Money Madness (1948)
- Miraculous Journey (1948)
- State Department: File 649 (1949)
- Western Pacific Agent (1950)
- Hi-Jacked (1950)
- Fingerprints Don't Lie (1951)
- Sky High (1951)
- Three Desperate Men (1951)
- Leave It to the Marines (1951)
- Lost Continent (1951)
- Mask of the Dragon (1951)
- Sins of Jezebel (1953)
- Last of the Desperados (1955)
- The Wild Dakotas (1956)
- The Three Outlaws (1956)
- Frontier Gambler (1956)